# Fabio Schiavi
Fabio Hernán Schiavi (Lincoln, 9 novembre 1970) è un allenatore di calcio ed ex calciatore argentino.

## Biografia
Anche il fratello Rolando è stato un calciatore.

## Carriera
Inizia nel Club Rivadavia prima di trasferirsi all'Sportivo Barracas nel 1993, in cui milita per sei anni prima di passare al Estudiantes Buenos Aires.